# Pīrūn Shāh
Pīrūn Shāh (persiska: Pīrānshāhī, پیرون شاه) är en ort i Iran.   Den ligger i provinsen Khuzestan, i den centrala delen av landet, 400 km söder om huvudstaden Teheran. Pīrūn Shāh ligger 656 meter över havet och antalet invånare är 220.
Terrängen runt Pīrūn Shāh är kuperad åt nordväst, men åt sydost är den bergig. Pīrūn Shāh ligger nere i en dal. Runt Pīrūn Shāh är det ganska tätbefolkat, med 56 invånare per kvadratkilometer. Närmaste större samhälle är Jangeh, 14,2 km öster om Pīrūn Shāh. Omgivningarna runt Pīrūn Shāh är i huvudsak ett öppet busklandskap.